# Kirsten Thomson
Kirsten Thomson (Sídney, Australia, 27 de diciembre de 1983) es una nadadora  retirada especializada en pruebas de estilo libre, donde consiguió ser subcampeona olímpica en 2000 en los 4x200 metros.

## Carrera deportiva
En los Juegos Olímpicos de Sídney 2000 ganó la medalla de plata en los relevos de 4x200 metros estilo libre, con un tiempo de 7:58.52 segundos que fue récord de Oceanía, tras Estados Unidos y por delante de Alemania (bronce); tres años después, en el Campeonato Mundial de Natación de 2003 celebrado en Barcelona volvió a conseguir la medalla de plata en la misma prueba, en esta ocasión tras Estados Unidos y por delante de China (bronce).